# Die Unterrichtsstunde
Die Unterrichtsstunde (Originaltitel: La Leçon) ist ein Handlungsballett in einem Akt von Flemming Flindt (Libretto und Choreografie) mit Musik von Georges Delerue. Es basiert auf dem gleichnamigen, zum absurden Theater zählenden Drama von Eugène Ionesco. Dieser hat das Ballett ausdrücklich autorisiert. Die Uraufführung fand am 6. April 1964 an der Opéra-Comique in Paris statt. Der Bühnenfassung vorausgegangen war ein Fernsehballett, das am 16. September 1963 von Danmarks Radio Television erstmals ausgestrahlt worden war.

## Personen
- Der Ballettmeister
- Die Pianistin
- Die Schülerin

## Handlung
Eine Ballettelevin betritt den Übungssaal. Die Pianistin empfängt sie und führt sie in den Umkleideraum. Als sie in ihrem Tutu zurückkehrt, kommt der Ballettmeister und führt die Übungen vor. Zuerst zeigt sich das Mädchen sehr lernwillig und bewältigt seine Aufgabe zur Zufriedenheit des Lehrers. Doch je mehr Zeit vergeht und je komplizierter die Übungen werden, desto öfters patzt die Schülerin. Als sie dann auch noch zu klagen beginnt, schickt der Ballettmeister die Pianistin aus dem Saal und befiehlt der Elevin, mit ihren Übungen ohne Musik fortzufahren. Das Mädchen wird nun nervöser und bringt immer weniger zustande. Darüber gerät der Lehrer zusehends in Rage, bis er schließlich die Gewalt über sich verliert und die Schülerin im Wahn erdrosselt.

## Unterschiede zum Drama
In Ionescos Original bestehen die handelnden Personen aus einem Professor, einer Schülerin und einem Dienstmädchen. Kern der Unterrichtsstunde ist eine intensive Befragung, bei welcher der Professor das Mädchen mit Fragen bombardiert, die anfangs äußerst banal sind und nach und nach so eigentümlich werden, dass völlig unklar ist, worauf der Fragende hinauswill. Am Ende steht auch hier ein Mord. Flindt hat die Handlung ins Milieu des Balletts verlegt.